# Шадлеф
Шадлеф (фр. Chadeleuf) насеље је и општина у централној Француској у региону Оверња, у департману Пиј де Дом која припада префектури Исоар.
По подацима из 2011. године у општини је живело 391 становника, а густина насељености је износила 68,6 становника/km². Општина се простире на површини од 5,7 km². Налази се на средњој надморској висини од 459 метара (максималној 611 m, а минималној 395 m).

## Демографија
| 1962. | 1968. | 1975. | 1982. | 1990. | 1999. | 2005. | 2011. |
| ----- | ----- | ----- | ----- | ----- | ----- | ----- | ----- |
| 170   | 225   | 260   | 260   | 277   | 302   | 376   | 391   |

График промене броја становника у току последњих година